# Abhimanyu Puranik
Abhimanyu Puranik est un joueur d'échecs indien né le 11 février 2000 à Bombay.
Au 1er février 2021, il est le 18e joueur indien avec un classement Elo de 2 584 points.

## Biographie et carrière
Grand maître international depuis 2017, Puranik remporta  la médaille d'argent au championnat du monde d'échecs junior en 2018 avec 8,5 points marqués en 11 parties.
En 2016 et 2018, il marqua 5,5 points sur 9 à l'open de l'île de Man (chess.com). En janvier 2019, il finit 1er-4e de l'open IIFL Wealth Mumbai à Bombay avec 7 points sur 9 (troisième place au départage), puis il finit deuxième ex æquo de l'open du festival d'échecs de Bienne en juillet 2019.
Lors de la Coupe du monde d'échecs 2023 disputée à Bakou, Puranik bat le Mexicain Luis Fernando Ibarra Chami au premier tour, puis perd face au Russe Peter Svidler.
En 2024, il remporte l'open de Cappelle-la-Grande.